# Luge monoplace masculine aux Jeux olympiques de 2022
Navigation
Pyeongchang 2018 Milan-Cortina 2026
L'épreuve individuelle masculine de luge des Jeux olympiques d'hiver de 2022 a lieu le 5 et le 6 février 2022. L'Allemand Johannes Ludwig est vainqueur de la course au terme de la dernière manche, confortant sa légère avance sur son challenger l'Autrichien Wolfgang Kindl .

## Déroulement de la compétition
La coupe du monde de luge 2021-2022 a vu le sacre de Johannes Ludwig qui totalise 5 victoires sur le circuit ; le podium était complété par Wolfgang Kindl et Felix Loch. L'Italien Kevin Fischnaller n'a pas pu concourir en raison d'une infection au COVID-19.
Ludwig remporte la première manche en établissant le nouveau record de piste avec un temps de 57,063 secondes. Après la deuxième manche, Ludwig est resté en tête avec une avance de 0,039 seconde sur Kindl. Le deuxième jour, le futur champion olympique améliore le record établi la veille et augmente son avance sur l'Autrichien, deuxième. Le champion olympique en titre David Gleirscher chute pendant la troisième manche mais a pu remonter sur sa luge. Avec 0,113 seconde d'avance sur Wolfgang Kindl, Ludwig aborde la dernière course et conforte son avance d'un dixième.

## Calendrier
| Date      | Heure | Épreuve                               |
| --------- | ----- | ------------------------------------- |
| 2 février | 19:30 | entraînement groupe A - Manche 1 et 2 |
| 2 février | 21:15 | entraînement groupe B - Manche 1 et 2 |
| 3 février | 15:00 | entraînement groupe B - Manche 3 et 4 |
| 3 février | 16:45 | entraînement groupe A - Manche 3 et 4 |
| 4 février | 9:06  | entraînement - Manche 5               |
| 4 février | 10:52 | entraînement - Manche 6               |
| 5 février | 19:10 | Manche 1                              |
| 5 février | 20:50 | Manche 2                              |
| 6 février | 19:30 | Manche 3                              |
| 6 février | 21:15 | Manche 4                              |

## Médaillés
| Or                                         | Argent                                   | Bronze                                      |
| Johannes Ludwig (Allemagne) 3 min 48 s 735 | Wolfgang Kindl (Autriche) 3 min 48 s 895 | Dominik Fischnaller (Italie) 3 min 49 s 686 |

## Résultats
| Rang                                | #  | Athlète                 | Nation             | Manche 1               | Manche 1               | Manche 2               | Manche 2               | Manche 3               | Manche 3               | Manche 4               | Manche 4               | Total                  | Total                  |
| Rang                                | #  | Athlète                 | Nation             | Temps (s)              | Rang                   | Temps (s)              | Rang                   | Temps (s)              | Rang                   | Temps (s)              | Rang                   | Temps (s)              | Écart (s)              |
| ----------------------------------- | -- | ----------------------- | ------------------ | ---------------------- | ---------------------- | ---------------------- | ---------------------- | ---------------------- | ---------------------- | ---------------------- | ---------------------- | ---------------------- | ---------------------- |
| Médaille d'or, Jeux olympiques      | 4  | Johannes Ludwig         | Allemagne          | 57,063                 | 1                      | 57,438                 | 2                      | 57,043                 | 1                      | 57,191                 | 1                      | 3:48,735               |                        |
| Médaille d'argent, Jeux olympiques  | 1  | Wolfgang Kindl          | Autriche           | 57,110                 | 2                      | 57,430                 | 1                      | 57,117                 | 2                      | 57,238                 | 2                      | 3:48,895               | +0,160                 |
| Médaille de bronze, Jeux olympiques | 10 | Dominik Fischnaller     | Italie             | 57,361                 | 3                      | 57,444                 | 3                      | 57,461                 | 5                      | 57,420                 | 3                      | 3:49,686               | +0,951                 |
| 4                                   | 2  | Felix Loch              | Allemagne          | 57,383                 | 5                      | 57,500                 | 4                      | 57,510                 | 7                      | 57,485                 | 6                      | 3:49,878               | +1,143                 |
| 5                                   | 3  | Kristers Aparjods       | Lettonie           | 57,364                 | 4                      | 57,597                 | 6                      | 57,399                 | 4                      | 57,693                 | 9                      | 3:50,053               | +1,318                 |
| 6                                   | 5  | Max Langenhan           | Allemagne          | 57,606                 | 9                      | 57,536                 | 5                      | 57,521                 | 8                      | 57,429                 | 4                      | 3:50,092               | +1,357                 |
| 7                                   | 7  | Gints Bērziņš           | Lettonie           | 57,414                 | 7                      | 57,709                 | 7                      | 57,480                 | 6                      | 57,570                 | 7                      | 3:50,173               | +1,438                 |
| 8                                   | 18 | Christopher Mazdzer     | États-Unis         | 57,780                 | 10                     | 58,039                 | 9                      | 57,779                 | 10                     | 57,779                 | 10                     | 3:51,377               | +2,642                 |
| 9                                   | 12 | Roman Repilov           | ROC                | 57,594                 | 8                      | 58,679                 | 16                     | 57,714                 | 9                      | 57,647                 | 8                      | 3:51,634               | +2,899                 |
| 10                                  | 8  | Semen Pavlichenko       | ROC                | 57,786                 | 11                     | 58,115                 | 10                     | 57,955                 | 13                     | 57,793                 | 11                     | 3:51,649               | +2,914                 |
| 11                                  | 24 | Leon Felderer           | Italie             | 57,814                 | 12                     | 58,211                 | 11                     | 57,855                 | 11                     | 57,960                 | 14                     | 3:51,840               | +3,105                 |
| 12                                  | 6  | Nico Gleirscher         | Autriche           | 59,110                 | 27                     | 58,351                 | 14                     | 57,370                 | 3                      | 57,452                 | 5                      | 3:52,283               | +3,548                 |
| 13                                  | 21 | Tucker West             | États-Unis         | 58,079                 | 15                     | 57,831                 | 8                      | 58,534                 | 21                     | 57,916                 | 13                     | 3:52,360               | +3,625                 |
| 14                                  | 16 | Alexander Gorbazewitsch | ROC                | 58,139                 | 16                     | 58,339                 | 13                     | 58,080                 | 14                     | 58,043                 | 15                     | 3:52,601               | +3,866                 |
| 15                                  | 11 | David Gleirscher        | Autriche           | 57,407                 | 6                      | 58,240                 | 12                     | 58,908                 | 26                     | 58,617                 | 20                     | 3:53,172               | +4,437                 |
| 16                                  | 22 | Alexander Ferlazzo      | Australie          | 58,216                 | 19                     | 58,994                 | 24                     | 58,122                 | 16                     | 57,887                 | 12                     | 3:53,219               | +4,484                 |
| 17                                  | 14 | Reid Watts              | Canada             | 58,049                 | 14                     | 59,071                 | 25                     | 58,108                 | 15                     | 58,065                 | 16                     | 3:53,293               | +4,558                 |
| 18                                  | 23 | Artūrs Dārznieks        | Lettonie           | 58,166                 | 17                     | 59,370                 | 28                     | 57,932                 | 12                     | 58,241                 | 17                     | 3:53,709               | +4,974                 |
| 19                                  | 19 | Jonathan Gustafson      | États-Unis         | 57,845                 | 13                     | 59,330                 | 27                     | 58,496                 | 20                     | 58,275                 | 18                     | 3:53,946               | +5,211                 |
| 20                                  | 34 | Svante Kohala           | Suède              | 58,517                 | 21                     | 58,779                 | 20                     | 58,368                 | 18                     | 58,333                 | 19                     | 3:53,997               | +5,262                 |
| 21                                  | 15 | Jozef Ninis             | Slovaquie          | 58,205                 | 18                     | 58,764                 | 19                     | 58,856                 | 23                     | non-qualifié           | non-qualifié           | 2:55,825               |                        |
| 22                                  | 20 | Anton Dukatsch          | Ukraine            | 58,873                 | 25                     | 58,726                 | 18                     | 58,408                 | 19                     | non-qualifié           | non-qualifié           | 2:56,007               |                        |
| 23                                  | 26 | Rupert Staudinger       | Grande-Bretagne    | 58,731                 | 22                     | 58,960                 | 22                     | 58,622                 | 22                     | non-qualifié           | non-qualifié           | 2:56,313               |                        |
| 24                                  | 25 | Fan Duoyao              | Chine              | 58,848                 | 23                     | 58,883                 | 21                     | 58,895                 | 25                     | non-qualifié           | non-qualifié           | 2:56,626               |                        |
| 25                                  | 35 | Mateusz Sochowicz       | Pologne            | 58,863                 | 24                     | 59,196                 | 26                     | 58,867                 | 24                     | non-qualifié           | non-qualifié           | 2:56,926               |                        |
| 26                                  | 32 | Marián Skupek           | Slovaquie          | 58,956                 | 26                     | 58,976                 | 23                     | 59,051                 | 27                     | non-qualifié           | non-qualifié           | 2:56,983               |                        |
| 27                                  | 13 | Andrij Mandsij          | Ukraine            | 61,082                 | 32                     | 58,706                 | 17                     | 58,346                 | 17                     | non-qualifié           | non-qualifié           | 2:58,134               |                        |
| 28                                  | 33 | Pawel Angelow           | Bulgarie           | 59,555                 | 29                     | 59,753                 | 29                     | 59,545                 | 29                     | non-qualifié           | non-qualifié           | 2:58,853               |                        |
| 29                                  | 17 | Valentin Crețu          | Roumanie           | 58,349                 | 20                     | 58,362                 | 15                     | 62,233                 | 34                     | non-qualifié           | non-qualifié           | 2:58,934               |                        |
| 30                                  | 30 | Michael Lejsek          | Tchéquie           | 59,542                 | 28                     | 59,945                 | 31                     | 60,080                 | 32                     | non-qualifié           | non-qualifié           | 2:59,567               |                        |
| 31                                  | 27 | Saba Kumaritaschwili    | Géorgie            | 60,211                 | 30                     | 60,146                 | 32                     | 60,036                 | 31                     | non-qualifié           | non-qualifié           | 3:00,393               |                        |
| 32                                  | 28 | Seiya Kobayashi         | Japon              | 60,856                 | 31                     | 60,919                 | 33                     | 59,859                 | 30                     | non-qualifié           | non-qualifié           | 3:01,634               |                        |
| 33                                  | 29 | Lim Nam-kyu             | Corée du Sud       | 62,438                 | 34                     | 59,794                 | 30                     | 59,538                 | 28                     | non-qualifié           | non-qualifié           | 3:01,770               |                        |
| 34                                  | 31 | Mirza Nikolajev         | Bosnie-Herzégovine | 61,667                 | 33                     | 62,507                 | 34                     | 61,175                 | 33                     | non-qualifié           | non-qualifié           | 3:05,349               |                        |
|                                     | 9  | Kevin Fischnaller       | Italie             | N'a pas pris le départ | N'a pas pris le départ | N'a pas pris le départ | N'a pas pris le départ | N'a pas pris le départ | N'a pas pris le départ | N'a pas pris le départ | N'a pas pris le départ | N'a pas pris le départ | N'a pas pris le départ |